# آنتونی مولن
آنتونی مولن (انگلیسی: Anthony Moulin؛ زادهٔ ۴ ژانویهٔ ۱۹۸۶) بازیکن فوتبال است.